# Pez (álbum de 1998)
Pez es el tercer disco de Pez, grupo de rock argentino. Fue grabado en junio de 1998 en los estudios «Del Abasto Al Pasto» y editado por el propio grupo de forma independiente y autogestionada.[cita requerida]
El responsable de grabación y mezcla fue Gonzalo Villagra, asistido en la grabación por Pedro Pearson y Aníbal Rodríguez. El disco fue masterizado en «El Loto Azul» por Mario Siperman, miembro de Los Fabulosos Cadillacs. El arte pertenece al diseñador gráfico «Hernán», las fotografías son de Ezequiel Muñoz y Constanza Niscóvolos.[cita requerida]

## Canciones
1. Ahogarme
2. Y la calma
3. El desengaño
4. Ya nadie lee en estos días
5. Ma huang
6. El fútbol por lo menos les enciende el alma
7. Malestar (Minimal/Salvador)
8. Malo (Minimal/Salvador)
9. Lo están tocando mal
10. El cuerpo es un momento (Minimal/Salvador/Garcia)
11. Siesta
12. Pelos de gato
13. Tapas de discos y pósteres de la Pelo
14. Miedo
15. Yalumbraba

Letra y música de Ariel Minimal, excepto donde se indica.[cita requerida]

## Personal

### Pez
- Ariel Minimal: voz, guitarra, guitarra acústica.
- Gustavo "Fósforo" García: bajo
- Franco Salvador: batería

### Músicos invitados
- Álvaro Villagra: piano en "Ya nadie lee en estos días".[cita requerida]

## Datos
- En este disco, Ariel Minimal muestra su adoración por The Who cuando, en la canción «Tapas de discos y pósters de la Pelo»; habla de «querer escribir como Pete Townshend».[cita requerida]
- «Siesta», la undécima canción del disco, es en realidad un medio tiempo, como lo mostraría años después su regrabación primero como parte del primer disco solista de Minimal (2004) y luego en el vivo Para las almas sensibles (2005). Sin embargo, el propio cantante de Pez dijo que «por cabezadura» quiso versionarla de esa manera para que cuajase con el disco.[cita requerida]

- Datos: Q6073775